# RFB Super Cup
De RFB Super Cup is een basketbalbekercompetitie van Rusland. Sinds 2021 wordt de competitie elk jaar gehouden. Het is een wedstrijd tussen de landskampioen van Rusland en de Bekerwinnaar van Rusland. De eerste wedstrijd om de RBF Super Cup vond plaats op 24 februari 2021 in Verchnjaja Pysjma. In deze wedstrijd versloeg UMMC Jekaterinenburg (kampioen van Rusland 2019/2020), Nadezjda Orenburg (winnaar van de Beker van Rusland 2020/2021) met een score van 93-68.

## Winnaars van de Super Cup van Rusland
| Jaar | Plaats            | Winnaar                      | Uitslag      | Tegenstander          |
| ---- | ----------------- | ---------------------------- | ------------ | --------------------- |
| 2021 | Verchnjaja Pysjma | UMMC Jekaterinenburg (L)     | 93 - 68      | Nadezjda Orenburg (B) |
| 2022 | Koersk            | UMMC Jekaterinenburg         | 78 - 74 (OT) | Dinamo Koersk (L)/(B) |
| 2023 | Jekaterinenburg   | UMMC Jekaterinenburg (L)/(B) | 58 - 50      | Dinamo Koersk         |
| 2024 | Syktyvkar         | UMMC Jekaterinenburg (L)/(B) | 73 - 69      | Nika Syktyvkar        |

(L) = Landskampioen
 (B) = Bekerwinnaar

## Winnaars aller tijden
| Club                 | Winnaars | Jaar      |
| -------------------- | -------- | --------- |
| UMMC Jekaterinenburg | 4        | 2021-2024 |